# 藤原正樹
藤原 正樹（ふじわら まさき）は、京都情報大学院大学の教授である。

## 経歴
- 大阪市立大学大学院創造都市研究科修士課程修了（修士）[2]
- 摂南大学大学院経営情報学研究科博士後期課程修了,博士（経営情報学）[2][3]
- 宮城大学客員教授[2]
- 元宮城大学事業構想学部教授[4][2]
- 元宮城大学事業構想学部事業計画学科学科長
- 元宮城大学事業構想学研究科副研究科長[5]
- （豪州）元ボンド大学大学院ビジネススクール（BBT MBA）講師
- 中小企業診断士[6]
- 元けいしんシステムリサーチ株式会社営業企画部長[6],元けいしんシステムリサーチ株式会社主席コンサルタント

## 著書
- 共著「サービス業のインターネット・ビジネス戦略」経営情報出版社,1998年5月1日　ISBN 4874281915
- 共著「顧客情報活用の知恵」同友館,2000年4月1日　ISBN 4496030020
- 共著「中小製造業のネット活用戦略」日刊工業新聞社,2000年8月 ISBN 4526046280
- 編著「固定客が3倍に増える本」すばる舎,2001年9月1日　ISBN 4883991369
- 湯浅忠,若松敏幸,藤原正樹,小島康男,宗平順平「これからのIT投資－CIOになる前に読む本」財団法人関西情報・産業活性化センター,2011年6月　ISBN 9784990594602
- 共著「創造社会のデザイン 第22章：被災地中小企業における復興への課題」ふくろう出版,2012年10月　ISBN 9784861865282
- 共著「IT投資マネジメントの変革 第8章：中小企業にとってのIT投資マネジメント」白桃書房,2013年3月23日　ISBN 4561245995
- 藤原正樹,有馬昌宏,高力美由紀「東北復興支援eビジネスモデルの創出」（電子書籍）藤原正樹研究室,2017年3月 ASIN B073NJ17PH

## 白書・テキスト
- 共著「経営情報システム・3級 ビジネス・キャリア検定試験標準テキスト」中央職業能力開発協会,2007年10月　ISBN9784789493000
- 共著「経営情報システム・2級 ビジネス・キャリア検定試験標準テキスト」中央職業能力開発協会,2007年11月　ISBN9784789493109　ISBN9784789493208
- 共著「情報サービス産業白書2014 第2部・第4章11節：中小企業の動向」日経BP社,2014年1月14日　ISBN9784822210960
- 共著「情報サービス産業白書2015 第2部・第4章8節：中小企業の動向」日経BP社,2015年1月13日　ISBN9784822215873
- 共著「情報サービス産業白書2016 Web版 第2部・経営の動向：中小企業の動向」情報サービス産業協会,2016年6月　書籍版（インプレス）ISBN9784844380559

## 論文
- 藤原正樹「戦略的な情報システムの経営価値（査読無し）」社会情報システム学研究会・学術講演論文集,2004年1月
- 藤原正樹「戦略分野における情報化投資評価フレームの研究」大阪市立大学大学院創造都市研究科（修士学位論文）,2005年3月
- 藤原正樹「成熟度モデルによる情報化投資評価フレーム（査読無し）」システムソリューション研究紀要（大阪市立大学大学院 創造都市研究科）,2006年6月
- 藤原正樹「ITガバナンスにおけるIT投資マネジメントの役割(査読付）」システム監査学会誌Vol.21 No.1,2007年9月[7]
- 藤原正樹,雨宮孝「IT投資における最適投資配分探索への遺伝的アルゴリズム（GA）適用(査読付）」日本経営システム学会誌Vol.24,No.2,2008年3月　NAID40015930047
- 藤原正樹「中小企業におけるIT投資マネジメントと投資評価フレーム」博士学位論文 摂南大学大学院経営情報学研究科,2008年3月24日　NAID500000442298
- 編者：湯浅忠,著者：加藤敦,小島康男,萩森大介,藤原正樹,若松敏幸（50音順）「IT投資に対する効果最大化へのアプローチ（査読無し）」経営情報学会・戦略的IT投資マネジメント研究部会（関西）,2008年3月
- 雨宮孝,藤原正樹「A Theoretical Approach to the Optimal IT Investments（査読あり）」摂南大学経営情報学部「経営情報研究」Vol.16 No.1,pp33-47,2008年7月　NAID120005370649
- 共著「EVALUATING THE BUSINESS VALUE OF IT INVESTMENT USING GENETIC ALGORITHMS (GA)（査読無し）」Proceedings of JAMS/JAIMS International Conference on Business &Information 2008 in Honolulu,2008年9月
- 藤原正樹「ITとインタンジブルの相互補完性（査読無し）」宮城大学事業構想学部紀要 2009 第12巻 第12号 pp.161-172,2010年3月　NAID10007881580
- 松島桂樹,藤原正樹「IT経営と情報化投資研究部会報告（4）中小企業におけるIT投資マネジメント（査読無し）」経営情報学会誌 第19巻 第1号 pp.87-90,2010年6月　NAID40017185340
- 藤原正樹「成熟度による中小企業のIT投資マネジメント（査読付）」中小企業政策の再検討―日本中小企業学会論集〈29〉第29巻 第1号pp.49-62,2010年9月　ISBN9784496047107
- 藤原正樹「Assessing the Business Value of IT Investment using Genetic Algorithms（査読付）」International Journal of Japan Association for Management System第2巻 第1号 pp.9-17,2010年10月　ISSN18842089　国立国会図書館書誌ID:10906219
- 藤原正樹「事務管理論からBPM（Business Process Management）への発展（査読無し）」宮城大学事業構想学部紀要 2010 第13号 pp.161-172,2011年3月　DOI:10.15085/00000449
- 藤原正樹「Analysis of Success Factors in Alliances amongst SMEs（査読付）」Proceedings of International Conference on Business Management 第3巻 pp.170-176,2012年8月
- 藤原正樹「Research of Success Factors in Alliances amongst SMEs using IT(査読付）」Journal of Management Science 2012.Vol.3 pp.147-154,2012年12月
- 藤原正樹「震災復興支援eマーケットプレイスの成功要因分析 －東日本大震災・被災地中小企業の復興課題－（査読付）」経営実務研究第9号（日本経営実務研究学会誌） pp.33-48,2014年12月　NAID40020412800
- 栗山敏,藤原正樹「受託開発ソフトウェア業における成果報酬型契約の成立要件に関する事例研究（査読付）」ビジネスマネジメント研究第11号（日本ビジネスマネジメント学会誌）pp.1-22,2015年1月　NAID40020462079
- 共著「中小企業向けクラウドサービスの検討 － 宮城県中小企業の事例をもとに －（査読付）」IT経営ジャーナルVol.2（一般社団法人クラウドサービス推進機構）,2015年8月
- 藤原正樹「Vision for a B-to-B-to-C Type Market to Support Reconstruction after the Great East Japan Earthquake（査読付）」Proceedings of International Conference on Business Management 2015 pp.158-161,2015年8月
- 栗山敏,藤原正樹「経営者の情報システムプロジェクトへの支援行動を促進する要因に関する研究　(査読付）」日本経営システム学会誌Vol.32,No.2 pp.165-174,2015年11月　NAID40020654603
- 藤原正樹「A Proposal of e-Business Model to connect the Disaster area and the Consumption area（査読付）」Journal of Management Science 2015.Vol.6 pp.9-16,2015年12月
- 栗山敏,藤原正樹「情報システムプロジェクトを成功に導くためのCIO機能に関する共有フレームワークの提案 （査読付）」ビジネスマネジメント研究第13号（日本ビジネスマネジメント学会誌）pp.18-36,2016年12月　NAID40021221328
- 今野彰三・藤原正樹「Manegement Issues and New Perspective of Quality Management of Small and Medium-Sized Enterprises in Japan（査読付）」Journal of Management Science 2016.Vol.7 pp.18-25, 2016年12月
- 藤原正樹「東北復興支援eビジネスモデルの構想 －宮城県中小企業の事例をもとに－（査読付）」経営実務研究第11号（日本経営実務研究学会誌）pp.31-44,2016年12月　ISSN24343188